# Mörtelplastiken (Mittermarbach)

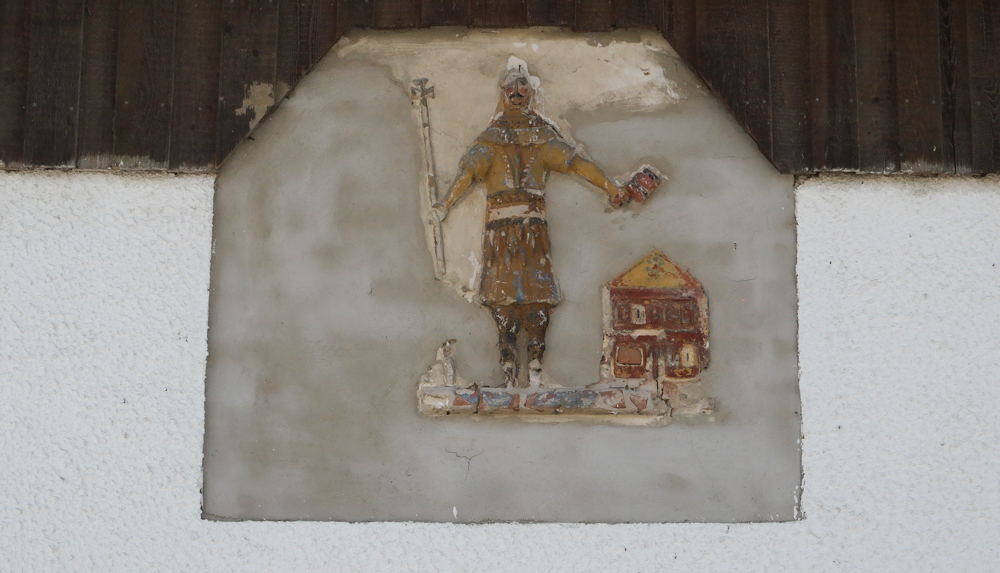
Mörtelplastik mit heiligem Florian in Mittermarbach

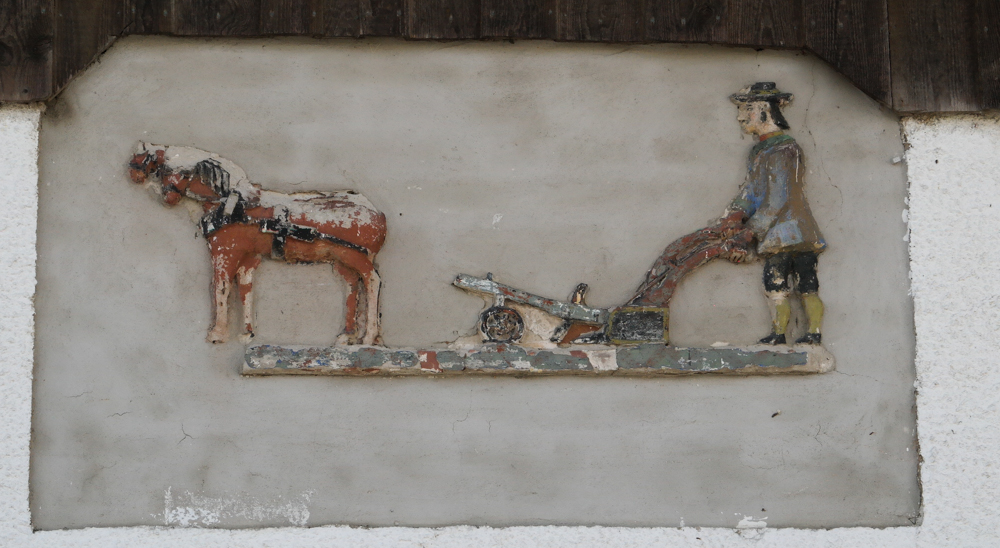
Heiliger Isidor

Die zwei Mörtelplastiken in Mittermarbach, einem Ortsteil der Gemeinde Petershausen im oberbayerischen Landkreis Dachau, wurden um 1870/85 geschaffen. Die Mörtelplastiken an der Fassade des Nebengebäudes Ortsstraße 4 sind geschützte Baudenkmäler.
Die farbigen Mörtelplastiken am Pferdestall stellen den heiligen Florian und den heiligen Isidor dar.